# 斯洛伐克共产党 (1948年)
斯洛伐克共产党（斯洛伐克语：Komunistická strana Slovenska）是捷克斯洛伐克共产党在斯洛伐克地区的地方组织。该党的前身是斯洛伐克共产党 (1939年)，它于1948年9月29日取消独立政党地位，成为捷克斯洛伐克共产党的一部分。1990年12月1日，该党改名为斯洛伐克共产党—民主左翼党。1991年2月1日，该党改组为民主左翼党，放弃马克思列宁主义意识形态，改宗社会民主主义。